# Perlhuhnbärbling
Der Perlhuhnbärbling (Danio margaritatus), in der Aquaristik oft auch Rasbora „Galaxy“ oder Microrasbora sp. „Galaxy“ genannt, ist ein kleiner Karpfenfisch aus Myanmar und Thailand. Bei der Erstbeschreibung wurde für ihn die neue Gattung Celestichthys aufgestellt, inzwischen wird er aber der Gattung Danio zugeordnet. Seinerzeit wurde er nur in einem relativ kleinen Gebiet östlich des Inle-See auf einer Seehöhe über 1000 m gefunden. Seine Maximallänge ist 3 cm, häufiger aber 2 bis 2,5 cm. Mit einer bevorzugten Temperatur von 20 bis 24 °C kommt der Fisch in relativ kühlem, leicht basischem Wasser vor. Die Art wurde erst 2006 entdeckt, Anfang des Jahres 2007 von Roberts erstbeschrieben und erschien schon bald in den Aquaristikgeschäften. Die geringe Größe und die strahlenden Farben machten ihn schnell zu einem begehrten Fisch in Aquarianerkreisen.

## Arterhaltung
Innerhalb von nur sechs Monaten nach seinem Erscheinen in der Aquaristik wurde die Art so selten, dass Sammler nur ein „paar Fische pro Tag“ fangen konnten. Inzwischen haben einige Aquarianer die Art zwar schon erfolgreich vermehren können, dennoch sind so gut wie alle zurzeit (März 2007) im Handel erhältlichen Tiere Wildfänge. Das britische Aquarienmagazin Practical Fishkeeping rief deshalb 2007 dazu auf, dass nur Aquarianer, die den Fisch auch ernsthaft züchten wollen (und die Erfahrung dazu haben), den Perlhuhnbärbling kaufen sollen, um den Druck auf die verbliebene Wildpopulation zu reduzieren.
Mittlerweile wurden auch Fangorte im nördlichen Thailand und anderen Flüssen in Myanmar bestätigt (DATZ). Die Art scheint nicht wie anfänglich vermutet am ursprünglichen Fundort endemisch zu sein. Das Verbreitungsgebiet ist relativ groß.

## Geschlechtsunterschiede und Vermehrung
Die Geschlechter lassen sich an den Afterflossen unterscheiden. Die des Männchens ist komplett bemustert, meist mit einem roten Längsstreifen zwischen zwei schwarzen. Es kommen aber auch Exemplare vor, bei denen die schwarzen Streifen netzartig zusammengewachsen sind und der Eindruck von roten Flecken auf schwarzem Grund entsteht. Die Weibchen besitzen im Gegensatz dazu transparente Afterflossen, die nur am Ansatz eine leichte Färbung zeigen. Generell sind Weibchen schwächer gefärbt als die Männchen.
Perlhuhnbärblinge sind selbst im Gesellschaftsaquarium vermehrungsfreudig, solange man ihnen hochwertiges Lebendfutter anbietet. Die Männchen führen dabei Imponiertänze auf, bei denen sie sich gegenseitig die Flanken zuwenden und in einem sehr engen Kreis, praktisch auf der Stelle, um einen gemeinsamen Mittelpunkt schwimmen. Danach wird das Weibchen durch das Aquarium verfolgt, bis der Ablaichakt beginnt, der an weichen, feinfiedrigen Pflanzen, wie z. B. Javamoos, abläuft. Ohne geeignete Pflanzen wird nicht abgelaicht.
Sehr einfach ist eine Vermehrung in einem Keilbecken möglich. Ausreichend ist dafür ein 45-l-Standardbecken. Eine kleine Gruppe Perlhuhnbärblinge sorgt hier für regelmäßigen Nachwuchs. Es sind pro Tag bis zu fünf Jungfische möglich.

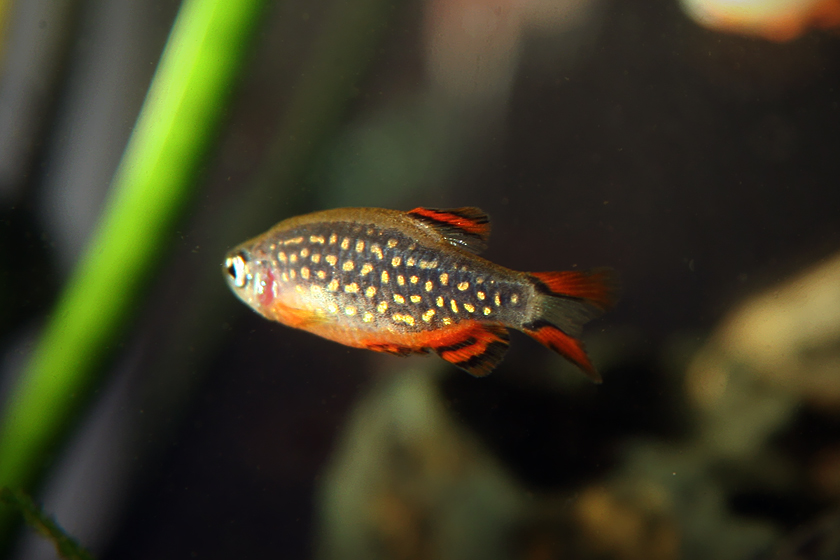
Männchen mit gestreifter Afterflosse
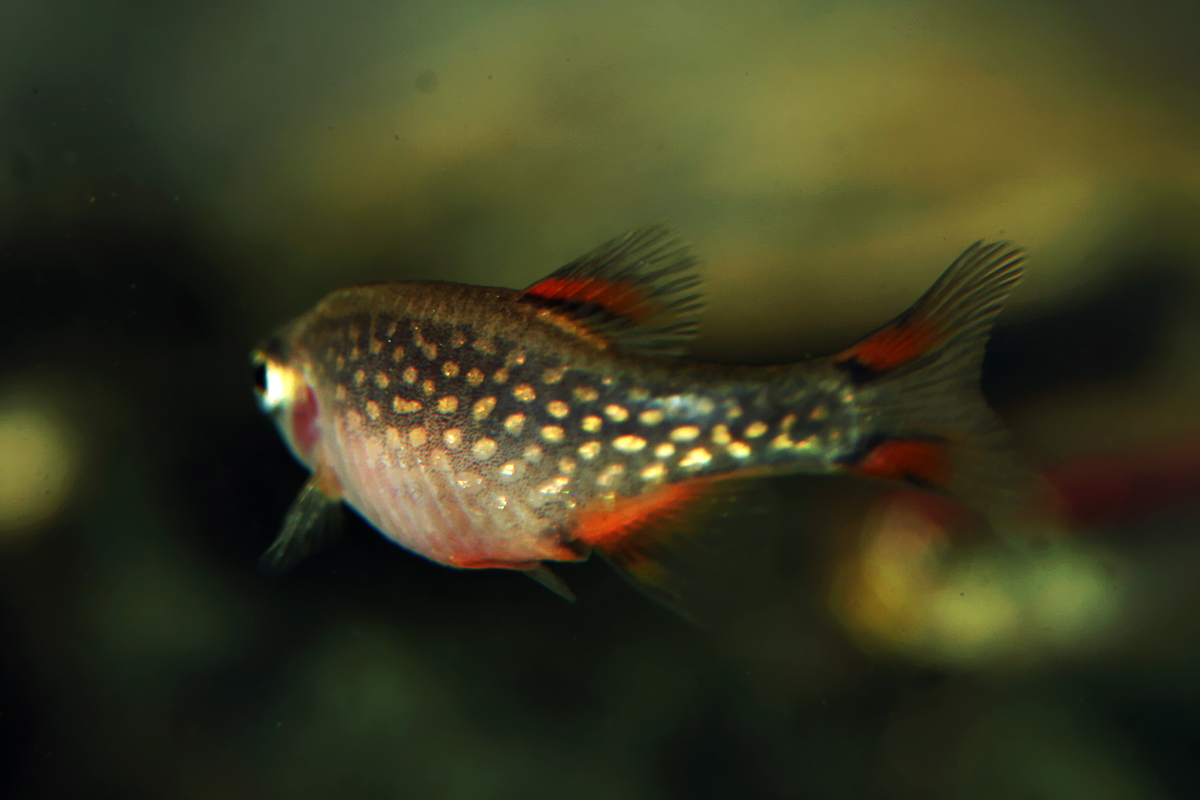
Weibchen mit farbloser Afterflosse
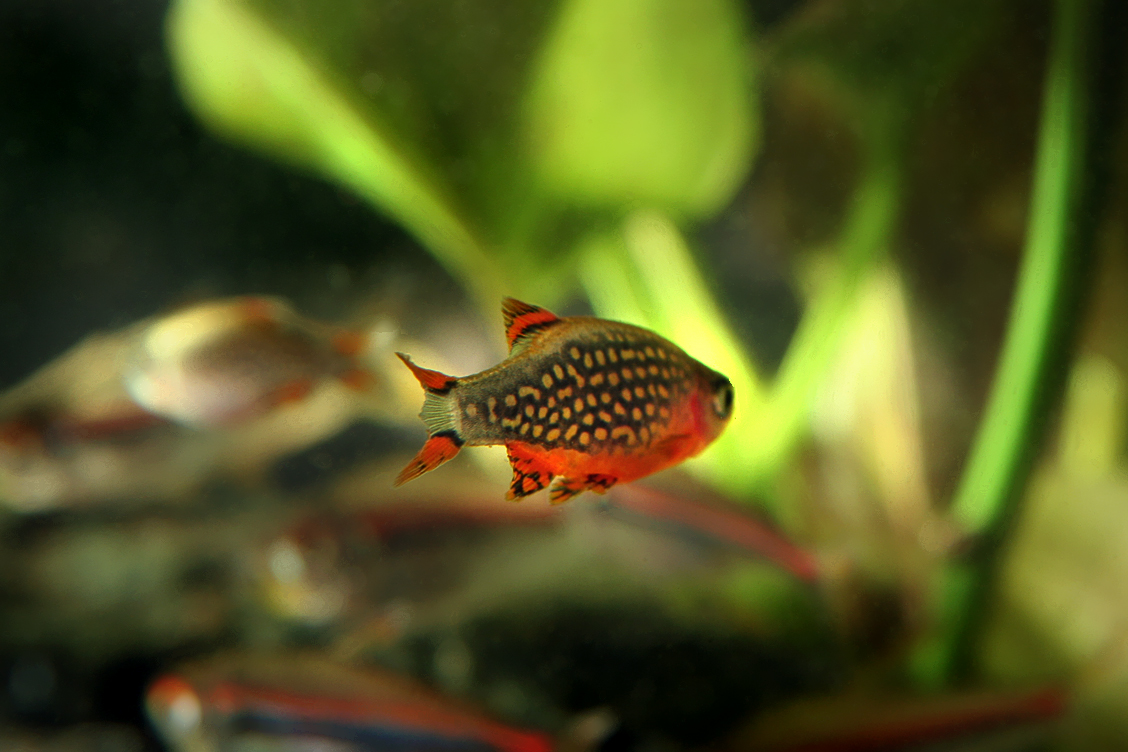
Gefleckte Variante der männlichen Afterflosse